# Neoeptesicus
Neoeptesicus ist eine Gattung von Fledermäusen in der Unterfamilie der Eigentlichen Glattnasen. Die in Mittel- und Südamerika verbreiteten Arten wurden vor 2023 in anderen Gattungen gelistet. Der Gattungsname bezieht sich auf die Verbreitung in der biogeographischen Region Neotropis und die Verwandtschaft zur Gattung Eptesicus.
Die Gattung stellt eine Entwicklungslinie dar, die sich vor etwa 14,8 Millionen Jahren von einer Linie trennte, die aus zwei Arten der Gattung Breitflügelfledermäuse (Eptesicus) und der Gattung Großohrfledermäuse (Histiotus) besteht. Die Vorfahren aller zuvor genannten Taxa trennten sich vor etwa 17,4 Millionen Jahren von einer Linie, die aus anderen zuvor den Breitflügelfledermäusen zugerechneten Arten besteht (vorgeschlagener Gattungsname ist Cnephaeus).

## Merkmale
Verglichen mit den Breitflügelfledermäuse (nach neuer Einteilung) und den Großohrfledermäuse sind die Ohren mit maximal 20 mm Länge kleiner, ein Hautstreifen zwischen den Ohren fehlt, der Schädel ist breit und filigran gebaut, die Augen sind klein (auch bei Eptesicus), die oberseitigen Haare sind mit durchschnittlich 8 mm Länge kürzer, die Unterarme sind kürzer, der Tragus im Ohr ist schmal und hat keine Kerbe und das weiteste Maß am Schädel ist kleiner. Die 32 Zähne verteilen sich nach der Zahnformel I 2/3, C 1/1, P 1/2, M 3/3. Die Färbung des Fells variiert je nach Art und Population. Auf der Oberseite können die Haare ein- oder zweifarbig sein und Farbe der Unterseite reicht von dunkelbraun bis weiß.

## Arten
Es wurden 10 Arten in die Gattung überführt.
- Ecuador-Breitflügelfledermaus (Neoeptesicus innoxius) als Typart.
- Schwarze Breitflügelfledermaus (Neoeptesicus andinus)
- Brasilianische Braune Breitflügelfledermaus (Neoeptesicus brasiliensis)
- Chiriqui-Breitflügelfledermaus (Neoeptesicus chiriquinus)
- Kleine Breitflügelfledermaus (Neoeptesicus diminutus)
- Argentinische Braune Breitflügelfledermaus (Neoeptesicus furinalis)
- Neoeptesicus langeri, im Jahr 2021 erstbeschrieben
- Neoeptesicus orinocensis, ebenfalls neubeschrieben
- Neoeptesicus taddei, seit 2006 bekannt
- Neoeptesicus ulapesensis, im Jahr 2019 beschrieben